# Z 850
,,
Les Z 850 sont des rames automotrices articulées de type Stadler SPATZ mises en service entre 2006 et 2008 sur la ligne Saint-Gervais - Vallorcine. Elles sont venues remplacer les anciennes Z 600 pour tous les services commerciaux.

## Description

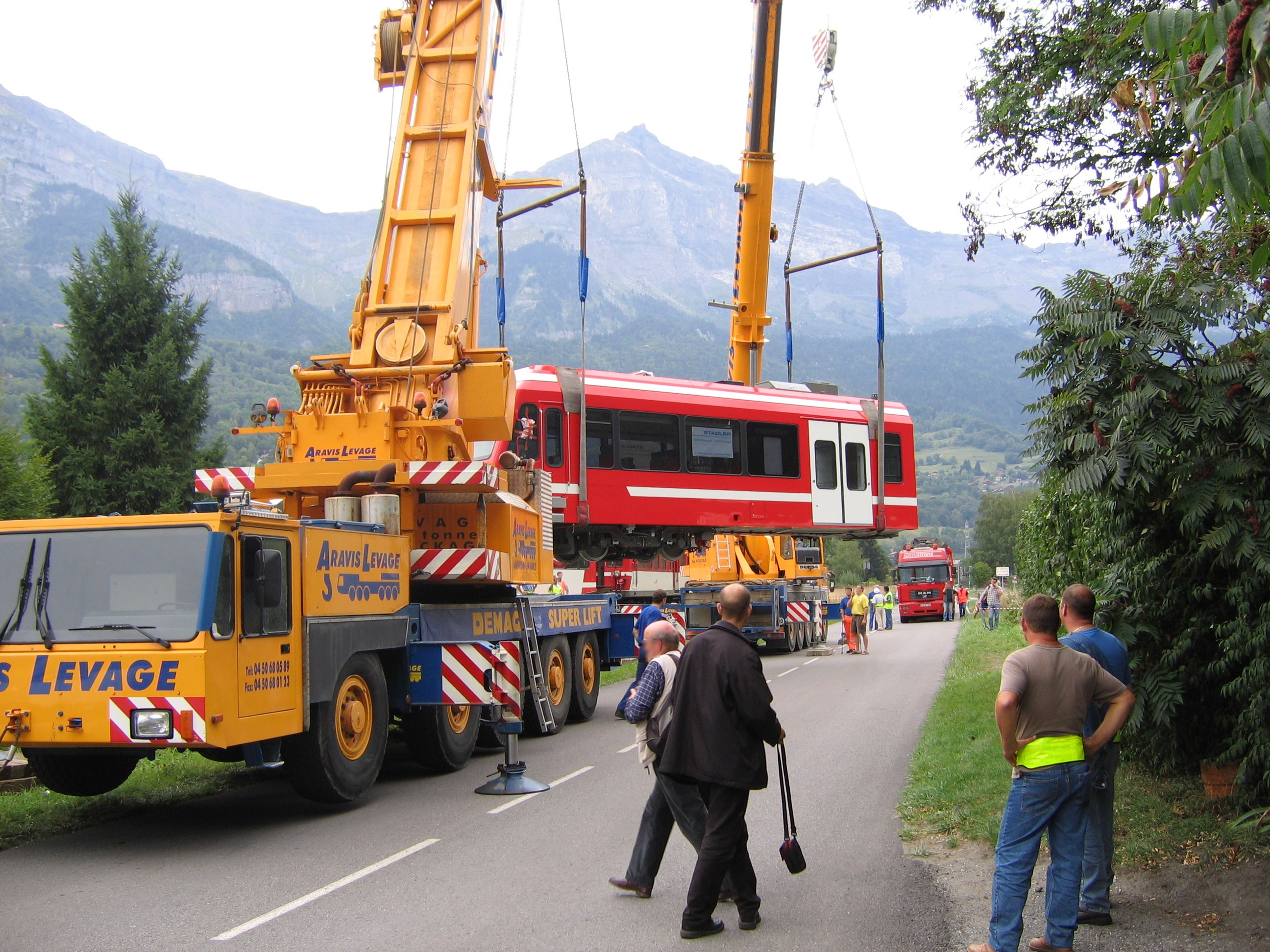
Livraison, par la route, d'une des premières rames Z 850 en novembre 2005.

La première Z 850 a été réceptionnée le 11 août 2005. Deux autres rames ont suivi rapidement. Après une campagne d'essais et d'homologation, elles sont entrées en service commercial le 22 mai 2006. Trois rames ont ensuite été livrées à partir de fin 2007, la Z 856, dernière de la série, étant mise sur rails le 6 février 2008.
Malgré une conception différente, leur esthétique est proche des rames Z 800.
Tout comme le matériel Z 600 et Z 800, les rames Z 850 sont équipées d'attelages Scharfenberg.
Les Z 850 sont équipées de frotteurs pour le troisième rail, ainsi que de pantographes, ce qui leur permet de circuler sur une partie du réseau suisse du Martigny-Châtelard équipé en majorité de caténaires. Présentant un danger certain pour les usagers, le troisième rail pourrait progressivement être remplacé, en France, par une caténaire, par exemple dans le tunnel des Montets, fréquenté en hiver par des véhicules automobiles.
Par contre, contrairement aux Z 800, elles ne sont pas équipées pour la circulation sur les sections de voie à crémaillère, ce qui leur interdit d'accéder au-delà de Salvan en Suisse. Des essais des Z 850 ont été menés en Suisse jusqu'à la gare de Salvan.
Les rames Z 850 du type SPATZ sont composées de trois éléments :
- un élément central moteur, à vitres panoramiques, immatriculé dans la série Z 850 ;
- une remorque à chaque extrémité. Les deux extrémités sont équipées d'une cabine de conduite, et sont immatriculées dans la série ZRx 1850.

Les compositions sont ainsi numérotées: ZRx 1851+Z 851+ZRx 1852, ZRx 1853+Z 852+ZRx 1854, et ainsi de suite.
Les Z 850 offrent 94 places assises, 9 strapontins et 74 places debout.

## Service

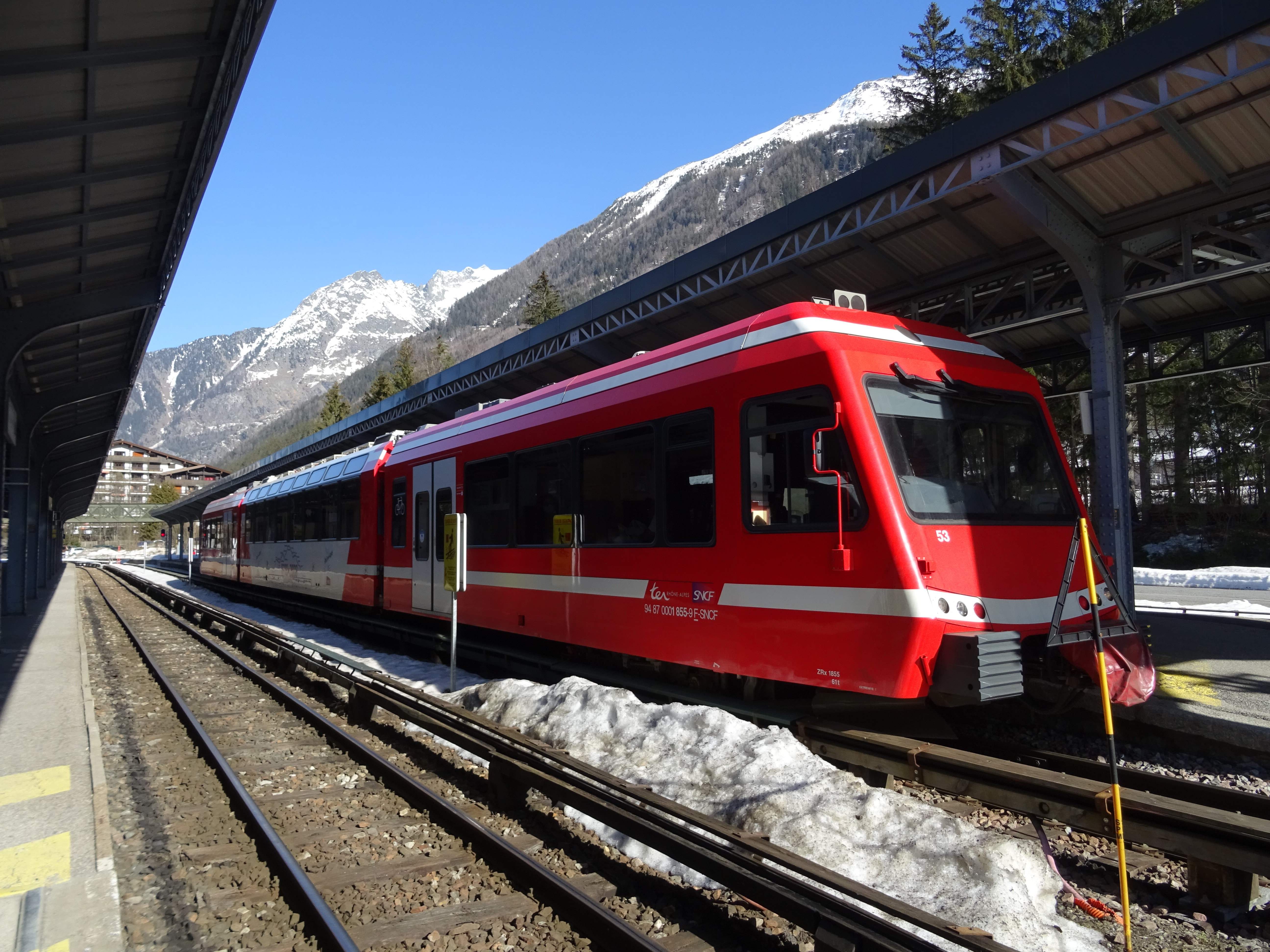
Une Z 850 à quai en gare de Chamonix-Mont-Blanc.

Les Z 850 assurent des services TER Rhône-Alpes, entre Saint-Gervais-les-Bains-le-Fayet et le Châtelard-Frontière. Elles sont affectées au dépôt de Saint-Gervais.
Six engins sont en service, de la Z 851 à la Z 856, les trois dernières ayant été réceptionnées entre octobre 2007 et février 2008.
L'objectif de ces nouvelles automotrices est double :
- remplacer les Z 600 qui arrivent en fin de carrière ;
- augmenter la cadence des dessertes.
- libérer plus de Z 800 sur les services interpénétrants et surtout sur la partie Suisse de Vallorcine à Martigny afin de laisser les vieilles automotrices des TMR partir à la retraite.

Ceci devrait rendre plus attractive la ligne du Mont-Blanc Express. À partir de l'été 2006, le service a effectivement été renforcé sur la section Chamonix-Vallorcine, grâce aux trois premières rames Z 850. Cependant, les automotrices Z 600 restantes étaient alors toujours utilisées en service voyageurs. Elles n'ont pu être finalement retirées que lors de la livraison des trois rames Z 850 suivantes.
Engagées en UM (Unités Multiples) de 2 engins pendant les périodes de vacances, en hiver et en plein été, leur utilisation est proche du maximum. L'instauration du cadencement horaire en décembre 2007 a cependant permis à l'Etablissement Mont-Blanc de St Gervais, gérant de la série, de programmer avec plus de précision et de fiabilité d'exécution leurs différentes visites et autre entretiens programmés. Leur utilisation est ainsi optimisée laissant les Z 800 assurer quasiment exclusivement les relations internationales de bout en bout avec échange d'engin et de conducteur TMR/SNCF (chaque machine continue dans le même sens mais les conducteurs repartent dans l'autre sens) à Vallorcine devenue l'unique gare de transit France-Suisse dès décembre 2008, exception faite d'un aller-retour St Gervais - Châtelard frontière assuré en Z 850 donnant correspondance sur un aller-retour Martigny - Châtelard frontière jusqu'en décembre 2009.
En octobre 2009, une marche d'essai avec la Z 855 a permis de tester les frotteurs de 3e rail sur la partie Suisse jusqu'à Salvan pour homologation. Ce parcours servant aussi de mise au point grandeur nature avec le constructeur Stadler pour étudier les modifications à apporter au pupitre des futures Z 870, version à crémaillère de la Z 850. Un projet qui attend depuis pas mal d'années mais qui se concrétise donc réellement fin 2009. Deux Z 870 sont commandées par les TMR et sont susceptibles d'assurer des relations de bout en bout, ce pourquoi les modifications d'ergonomies du pupitre de conduite ont été supervisées par des responsables du matériel de l'EMB.

## Galerie de photographies

Sélection de vues de rames Z 850
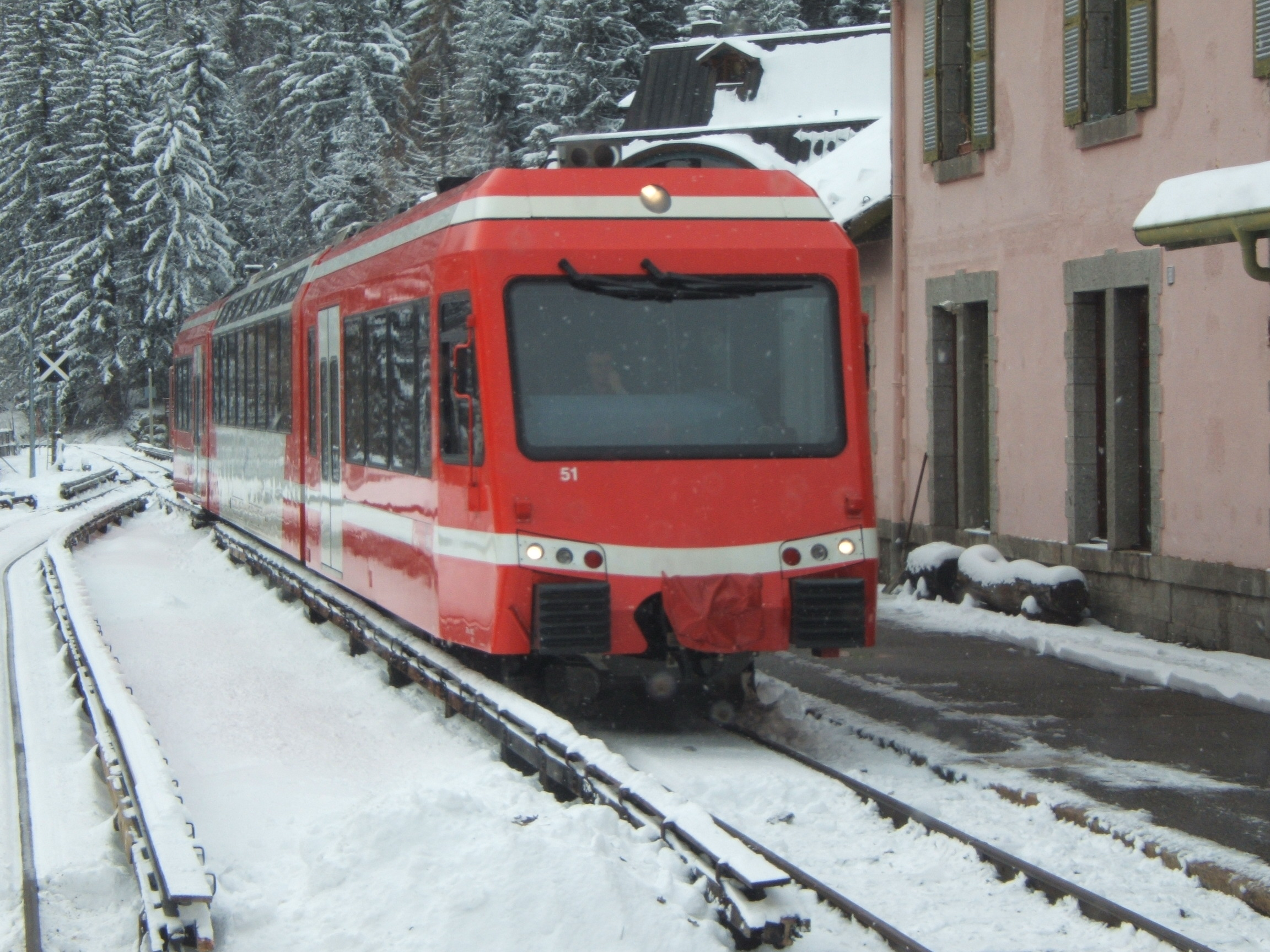
Une Z 850 en gare d'Argentière en janvier 2007.
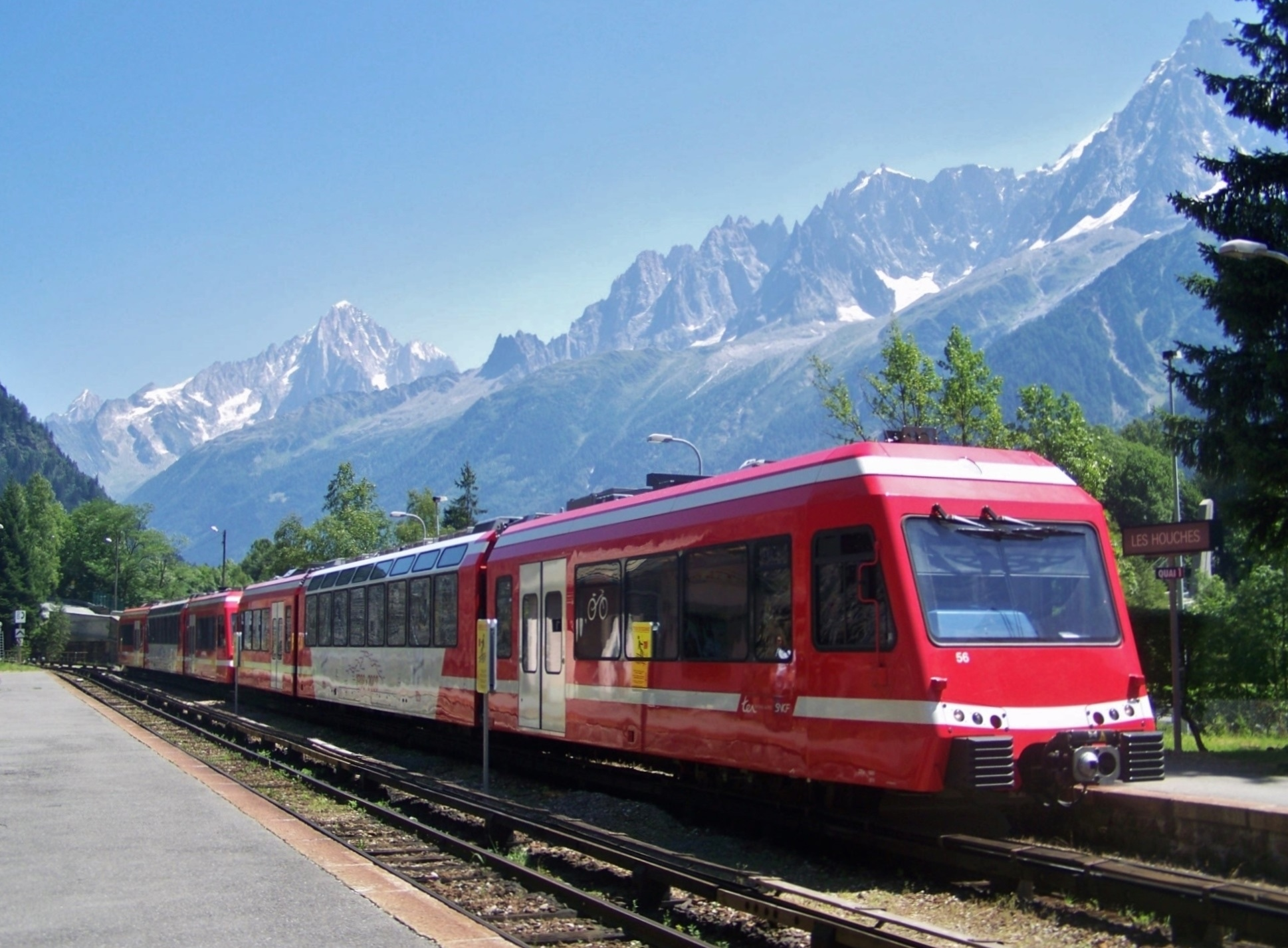
Une UM de deux Z 850 en gare des Houches en août 2009.
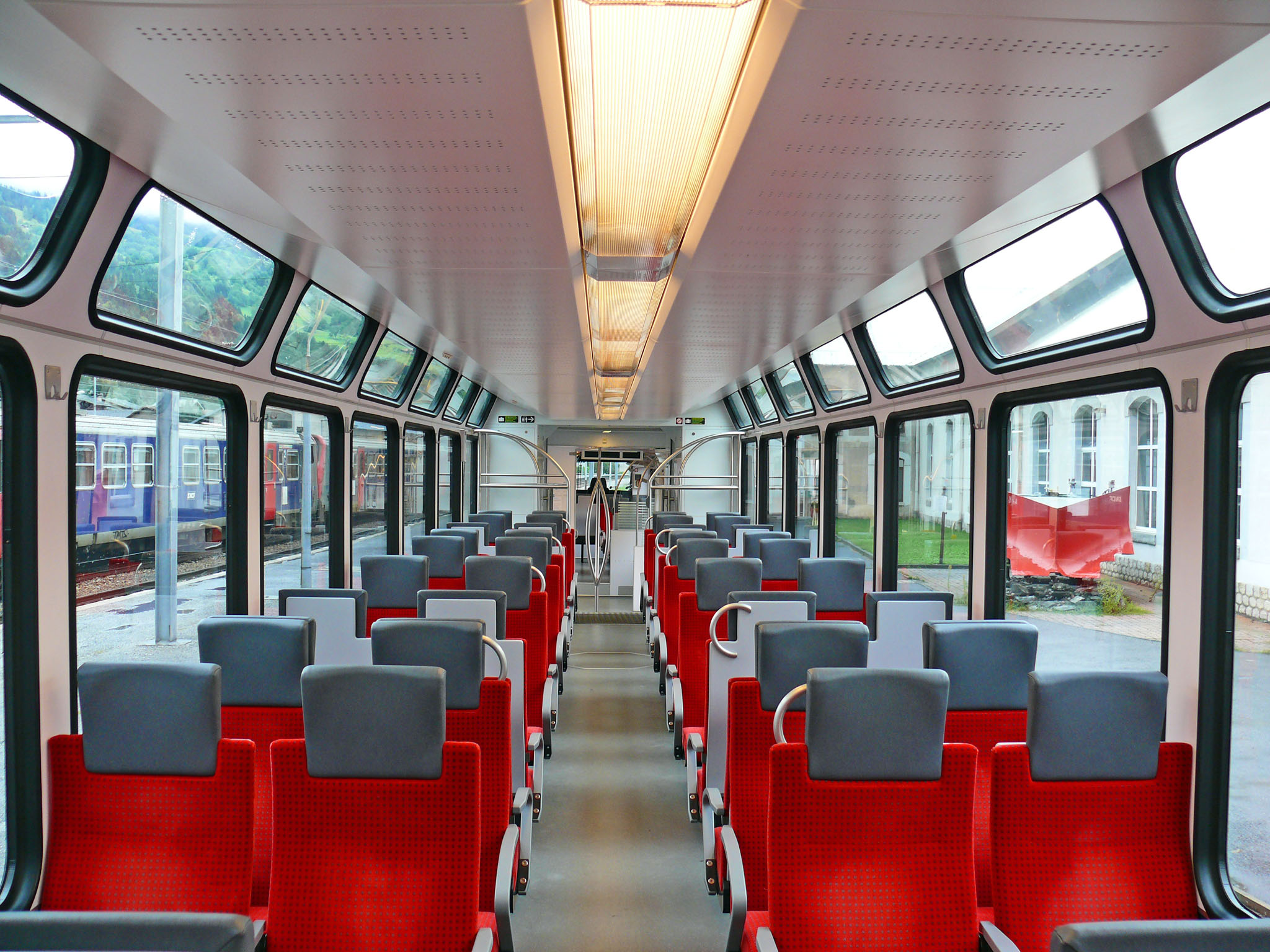
Intérieur de la voiture panoramique d'une Z 850.
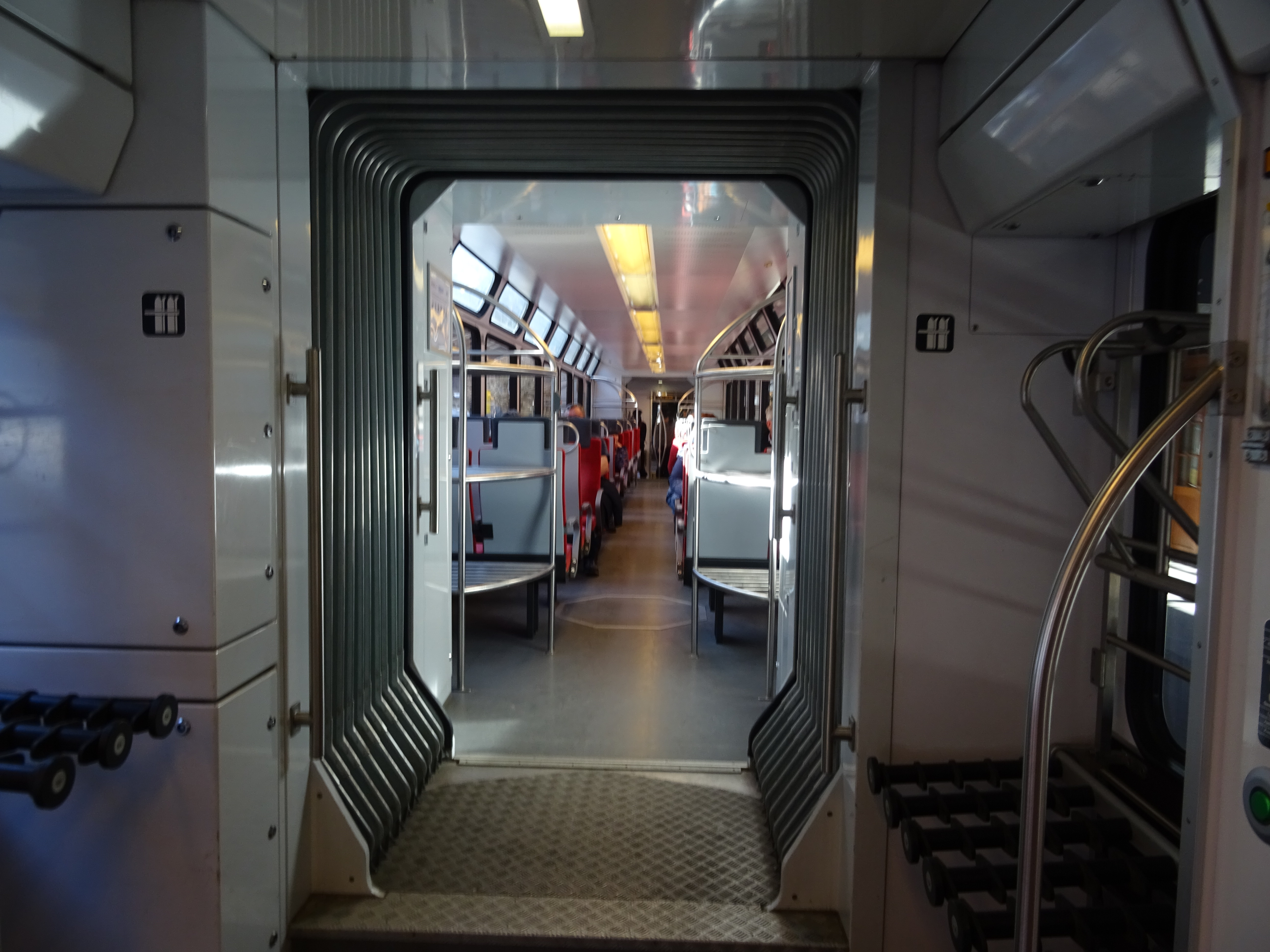
Intercirculation entre les voitures.